# Touch Me (filme)
Touch Me (br:Fique comigo) é um filme estadunidense, estrelado por Amanda Peet e Michael Vartan.

## Sinopse
Bridgette (Amanda Peet) é uma bela aspirante à atriz dramática que dá aulas de ioga. Ela se apaixona pelo preguiçoso e mulherengo playboy Adam (Michael Vartan), que administra a academia do pai. Pouco tempo depois Bridgette descobre que seu ex-namorado está morrendo de Aids. Desconfiada, decide fazer o teste. Ao pegar o resultado, fica chocada: é soropositiva.  Resolve então manter distância de relacionamentos para saber mais sobre a doença e seu estado de saúde. Muito fragilizada emocionalmente, Bridgette começa a tratar as pessoas que a cercam com uma amargura que ninguém jamais esperava encontrar nela. Depois de muitos desentendimentos, ela finalmente vai encontrar  tranquilidade para viver um grande recomeço. Este é um raro filme que trata da questão de se conviver com o vírus HIV.